# Le Mesnil-Véneron
Le Mesnil-Véneron – miejscowość i gmina we Francji, w regionie Normandia, w departamencie Manche.
Według danych na rok 1990 gminę zamieszkiwało 97 osób, a gęstość zaludnienia wynosiła 34 osoby/km² (wśród 1815 gmin Dolnej Normandii Le Mesnil-Véneron plasuje się na 789. miejscu pod względem liczby ludności, natomiast pod względem powierzchni na miejscu 1048.).